# Ленсойс
Ленсойс (порт. Lençóis) — муниципалитет в Бразилии, входит в штат Баия. Составная часть мезорегиона Юго-центральная часть штата Баия. Входит в экономико-статистический микрорегион Сеабра. Население составляет 9877 человек на 2006 год. Занимает площадь 1240,362 км². Плотность населения — 8,0 чел./км².

## История
Город основан в 1844 году.

## Статистика
- Индекс развития человеческого потенциала составляет 0,614.
- Валовой внутренний продукт на душу населения составляет 4346,87 (на 2008 год; данные: Программа развития ООН).